# کلمپه
کُلُمْبه نوعی شیرینی سنتی مخصوص استان کرمان است که امروزه در سایر شهرها نیز پخته می‌شود. کلمپه ظاهری شبیه به کلوچه سیستان دارد با این تفاوت که درون آن مخلوطی از خرمای چرخ شده همراه با پودر هل و طعم‌دهنده‌های دیگر مثل میخک (قلم فور) قرار می‌دهند. خرما، آرد گندم، گردو و روغن از مواد اصلی آن هستند. برای تزیین کلمپه معمولاً از پودر پسته یا کنجد استفاده می‌شود.

## تاریخچه

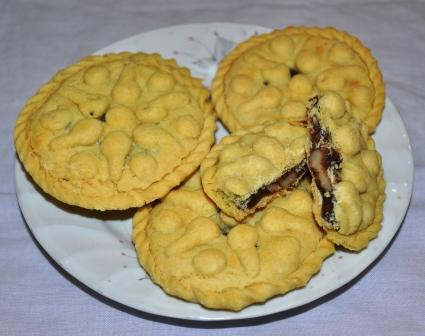
کلمپهٔ گردویی کرمان

کلمپه از گذشته به روش سنتی توسط زنان کرمانی و با استفاده از روغن محلی، خرمای نخلستان‌های کرمان و آتش هیزم پخته می‌شده‌است. کلمپه‌های سنتی با دست تهیه می‌شده و ظاهر ساده‌ای داشته‌اند. امروزه کلمپهٔ صنعتی تبدیل به یکی از ره‌آوردهای اصلی شهر کرمان شده که معمولاً در کارگاه‌ها و در فر پخته می‌شود. در ساخت آن از قالب‌های متنوع استفاده می‌کنند و در انواع مختلف گردویی، کنجدی، پسته‌ای و لقمه‌ای تولید می‌شود. از برندهای معروف کلمپه که دارای مجوز بهداشت و استاندارد است، برندهای ققنوس و زریسف میباشد که فاقد هرگونه شکر و شیرین کننده مصنوعی بوده و در کرمان تولید و بسته بندی میشود.

## انواع دیگر
کلمبو نان خرمایی و شیرینی استان گلستان به ویژه مردم گرگان است که بیشتر در عیدها و جشن‌های مردم شهر مورد استفاده قرار می‌گیرد. برای تهیه نان این شیرینی از آرد، روغن و خمیر مایه و برای تهیه مغزی آن از خرما، گردو و هل استفاده می‌کنند. کلمبو شباهت زیادی به کلمپه، از شیرینی‌های استان کرمان دارد.